# モンテルキ
モンテルキ (伊: Monterchi) は、イタリア共和国トスカーナ州アレッツォ県にある、人口約1,700人の基礎自治体（コムーネ）。

## 地理

### 位置・広がり

#### 隣接コムーネ
隣接するコムーネは以下の通り。括弧内のPGはペルージャ県所属を示す。
- アンギアーリ
- アレッツォ
- チテルナ (PG)
- チッタ・ディ・カステッロ (PG)
- モンテ・サンタ・マリーア・ティベリーナ (PG)

### 気候分類・地震分類
モンテルキにおけるイタリアの気候分類 (it) および度日は、zona E, 2271 GGである。
また、イタリアの地震リスク階級 (it) では、zona 2 (sismicità media) に分類される。

## 行政

### 分離集落
モンテルキには以下の分離集落（フラツィオーネ）がある。
- Borgacciano, Fonaco, Le Ville, Padonchia, Pianezze, Pocaia, Ripoli